# Henri Secretan
Henri Secretan, né à Neuchâtel le 22 février 1856 et mort le 5 mars 1916, est un médecin et chirurgien vaudois.

## Biographie
Henri-François Secretan étudie à la Faculté des lettres de Lausanne, le droit puis la médecine, à Genève, Pise et à Paris où il reçoit le titre de docteur.
Il commence à pratiquer la médecine dès 1885 à Lausanne et devient spécialiste de la médecine des accidents. Il écrit plusieurs livres dont La Société et la Morale en 1892, L'Assurance contre les accidents en 1906.
Henri Secrétan décède le 5 mars 1916 après quelques mois de maladie.

## Sources
- « Henri Secretan », sur la base de données des personnalités vaudoises sur la plateforme « Patrinum » de la Bibliothèque cantonale et universitaire de Lausanne.
- DHBS p. 137
- Livre d'or des familles vaudoises p. 364
- La revue médicale de la Suisse romande 1916 p. 197
- Albert Bonnard, Journal de Genève, 7 mars 1916
- Albert Bonnard, Patrie suisse, 191, no 587, p. 62-63